# Perk. Damuli
Perk. Damuli is een bestuurslaag in het regentschap Labuhan Batu Utara van de provincie Noord-Sumatra, Indonesië. Perk. Damuli telt 4182 inwoners (volkstelling 2010).